# Мадонна с гвоздиками (картина Андреа Соларио)
«Мадонна с гвоздиками» (итал. Madonna dei garofani) —  картина в стиле раннего итальянского Возрождения ломбардской школы живописи работы Андреа Соларио, на которой изображены Богоматерь с Богомладенцем и гвоздиками. Картина написана в 1495 году темперой на деревянной панели размером 77×64 см. В настоящее время хранится в Пинакотеке Брера в Милане.

## История
В 1808 году, во время итальянских походов Наполеона Бонапарта и секуляризации церковного имущества, картина поступила в собрание Пинакотеки Брера из церкви Сан-Франческо-делла-Винья в Венеции как произведение Джованни Беллини с апокрифической подписью у края в нижней части картины.
С 1871 года критики атрибутировали картину, как работу Андреа Соларио, замечая в ней сходство с другими произведениями художника. В частности, лик Иисуса на картине был схож с лицами ряда скульптур, выполненных братом художника, Кристофоро Солари. После глубокого анализа картины в XX веке за ней закрепили авторство Андреа Соларио. Атрибуция была окончательно подтверждена тщательной реставрацией 2017 года.

## Художественный стиль и манера мастера
Работа отличается вниманием к деталям пейзажа и фигур, контрастируя с несколько наивной перспективой и окраской архитектурного фона.  Композиция с образом Мадонны в интерьере рядом с оконным проёмом, в котором виден пейзаж, заимствована у Леонардо да Винчи и часто использовалась Соларио на протяжении всей его творческой карьеры. В дополнение к влиянию Леонардо и Джованни Беллини, картина демонстрирует знакомство автора с творчеством Альбрехта Дюрера (особенно в образе Марии).